# Amanda Bell
Amanda Bell (Oakland, California; 3 de agosto de 1988) es una artista marcial mixta estadounidense.

## Carrera de artes marciales mixtas

### Comienzos
Atleta polifacética, Bell es cinturón azul de jiu-jitsu brasileño y tiene experiencia en kárate, aikido, Hung Gar y Tai Chi. Bell comenzó su carrera amateur en las artes marciales mixtas en 2008. Obtuvo seis victorias y una derrota en los tres años siguientes.

### Invicta FC
Hizo su debut profesional de MMA en enero de 2013 en Invicta FC 4: Esparza vs Hyatt. Perdió en su debut contra Tamikka Brents por decisión unánime. Después de ir 2-1 en promociones regionales, regresó a Invicta FC el 1 de noviembre de 2014 en Invicta FC 9: Honchak vs. Hashi. Derrotó a Maria Hougaard Djursaa por TKO en la primera ronda. En su tercera pelea para la promoción, Bell se enfrentó a la neozelandesa Faith Van Duin el 24 de abril de 2015 en Invicta FC 12: Kankaanpää vs. Souza. Perdió el combate por sumisión en el segundo asalto. En su cuarta pelea para la promoción, Bell se enfrentó a la australiana Megan Anderson el 7 de mayo de 2016 en Invicta FC 17: Evinger vs. Schneider. Perdió el combate por TKO en el primer asalto.

### Bellator MMA
En 2017, debutó con Bellator MMA contra Brittney Elkin en Bellator 181 el 14 de julio de 2017. Ganó la pelea vía TKO en el segundo asalto.
Bell se enfrentó a Talita Nogueira en Bellator 182 el 25 de agosto de 2017. Perdió la pelea a través de una sumisión por estrangulamiento en el primer asalto.
Un año después de su pelea anterior, Bell regresó a la acción contra su compatriota Amber Leibrock en Bellator 215 el 15 de febrero de 2019. Ella ganó la pelea por nocaut técnico en la primera ronda.
Luego se enfrentó a la australiana Arlene Blencowe en Bellator 224 el 12 de julio de 2019. Perdió la pelea por nocaut en el primer minuto.
Se enfrentó a Janay Harding en Bellator 233 el 8 de noviembre de 2019. Ganó la pelea por nocaut en el tercer asalto.
Bell se enfrentó a Leslie Smith en Bellator 245 el 11 de septiembre de 2020. Ella perdió el peso y perdió la pelea por decisión unánime. Posteriormente, firmó un nuevo contrato de varias peleas con la organización.
Bell se enfrentó a la rusa Marina Mokhnatkina el 11 de junio de 2021 en Bellator 260. Perdió el combate por decisión unánime.
El 10 de julio de 2021, se anunció que ya no estaba bajo contrato con Bellator.

## Récord en artes marciales mixtas
| Resultado | Récord | Oponente               | Método                              | Evento                                        | Fecha                    | Ronda | Tiempo | Localización |
| --------- | ------ | ---------------------- | ----------------------------------- | --------------------------------------------- | ------------------------ | ----- | ------ | ------------ |
| Victoria  | 8–8    | Kelsey De Santis       | Decisión (unánime)                  | Rogue Promotions - Arena Wars Fighting Series | 16 de septiembre de 2023 | 3     | 5:00   | Happy Valley |
| Derrota   | 7–8    | Marina Mokhnatkina     | Decisión (unánime)                  | Bellator 260                                  | 11 de junio de 2021      | 3     | 5:00   | Uncasville   |
| Derrota   | 7–7    | Leslie Smith           | Decisión (unánime)                  | Bellator 245                                  | 11 de septiembre de 2020 | 3     | 5:00   | Uncasville   |
| Victoria  | 7–6    | Janay Harding          | TKO (puñetazos)                     | Bellator 233                                  | 8 de noviembre de 2019   | 3     | 4:44   | Thackerville |
| Derrota   | 6–6    | Arlene Blencowe        | KO (puñetazos)                      | Bellator 224                                  | 12 de julio de 2019      | 1     | 0:22   | Thackerville |
| Victoria  | 6–5    | Amber Leibrock         | TKO (puñetazos)                     | Bellator 215                                  | 15 de febrero de 2019    | 1     | 3:52   | Uncasville   |
| Derrota   | 5–5    | Talita Nogueira        | Sumisión (rear-naked choke)         | Bellator 182                                  | 25 de agosto de 2017     | 1     | 3:44   | Verona       |
| Victoria  | 5–4    | Brittney Elkin         | TKO (puñetazos)                     | Bellator 181                                  | 14 de julio de 2017      | 2     | 4:56   | Thackerville |
| Victoria  | 4–4    | Gabrielle Holloway     | Decisión (unánime)                  | KOTC Heavy Trauma                             | 4 de febrero de 2017     | 3     | 5:00   | Lincoln City |
| Derrota   | 3–4    | Megan Anderson         | TKO (golpe a la cabeza y puñetazos) | Invicta FC 17: Evinger vs. Schneider          | 7 de mayo de 2016        | 1     | 5:00   | Costa Mesa   |
| Derrota   | 3–3    | Faith Van Duin         | Sumisión (rear-naked choke)         | Invicta FC 12: Kankaanpää vs. Souza           | 24 de abril de 2015      | 2     | 0:38   | Kansas City  |
| Victoria  | 3–2    | Maria Hougaard Djursaa | TKO (puñetazos)                     | Invicta FC 9: Honchak vs. Hashi               | 1 de noviembre de 2014   | 1     | 4:56   | Davenport    |
| Victoria  | 2–2    | Marina Shafir          | KO (puñetazos)                      | LOP Chaos at the Casino 5                     | 10 de agosto de 2014     | 1     | 0:37   | Inglewood    |
| Victoria  | 1–2    | Brittney Elkin         | Sumisión (rear-naked choke)         | SCL: Army vs. Marines 5                       | 26 de abril de 2014      | 2     | 3:48   | Loveland     |
| Derrota   | 0–2    | Charmaine Tweet        | Sumisión (rear-naked choke)         | BFTB 2: Redemption                            | 1 de junio de 2013       | 1     | 4:18   | Cranbrook    |
| Derrota   | 0–1    | Tamikka Brents         | Decisión (unánime)                  | Invicta FC 4: Esparza vs. Hyatt               | 5 de enero de 2013       | 3     | 5:00   | Kansas City  |